# سنكاو (ناحية)
سنكاو (بالكردية: سەنگاو)‏ هي إحدى نواحي قضاء جمجمال في محافظة السليمانية شمال العراق، تقع المدينة شرق جمجمال، عند مفترق طرق، يربطها طريق سنكاو-جمجمال مع مركز القضاء، وطريق سنكاو-قره داغ الذي يربطها مع بلدة قره داغ، وحسب تقديرات عام 2010 يبلغ عدد سكانها 5342 نسمة.